# Sedum millspaughii
Sedum millspaughii är en fetbladsväxtart som beskrevs av R.-hamet. Sedum millspaughii ingår i Fetknoppssläktet som ingår i familjen fetbladsväxter. Inga underarter finns listade i Catalogue of Life.